# Kanton Vernoux-en-Vivarais
Der Kanton Vernoux-en-Vivarais war bis 2015 ein französischer Wahlkreis im Arrondissement Tournon-sur-Rhône, im Département Ardèche und in der Region Rhône-Alpes; sein Hauptort (frz.: chef-lieu) war Vernoux-en-Vivarais. Die landesweiten Änderungen in der Zusammensetzung der Kantone brachten im März 2015 seine Auflösung.
Der Kanton Vernoux-en-Vivarais war 138,92 km² groß und hatte 4174 Einwohner.

## Gemeinden
| Gemeinde                   | Einwohner (Stand: 2022) | Code postal | Code Insee |
| -------------------------- | ----------------------- | ----------- | ---------- |
| Boffres                    | 618                     | 07440       | 07035      |
| Chalencon                  | 339                     | 07240       | 07048      |
| Châteauneuf-de-Vernoux     | 278                     | 07240       | 07060      |
| Saint-Apollinaire-de-Rias  | 199                     | 07240       | 07214      |
| Saint-Jean-Chambre         | 252                     | 07240       | 07244      |
| Saint-Julien-le-Roux       | 125                     | 07240       | 07257      |
| Saint-Maurice-en-Chalencon | 200                     | 07190       | 07274      |
| Silhac                     | 399                     | 07240       | 07314      |
| Vernoux-en-Vivarais        | 1985                    | 07240       | 07338      |